# Southfleet
Southfleet is een civil parish in het bestuurlijke gebied Dartford, in het Engelse graafschap Kent.

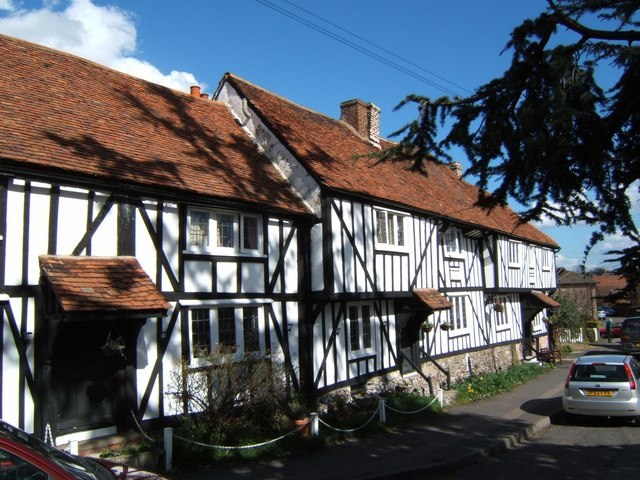
Church Cottages